# Бодушево (Великопольське воєводство)
Бодушево (пол. Boduszewo) — село в Польщі, у гміні Мурована Ґосліна Познанського повіту Великопольського воєводства.
Населення — 143 особи (2011).
У 1975-1998 роках село належало до Познанського воєводства.

## Демографія
Демографічна структура станом на 31 березня 2011 року:
|          | Загалом | Допрацездатний вік | Працездатний вік | Постпрацездатний вік |
| -------- | ------- | ------------------ | ---------------- | -------------------- |
| Чоловіки | 65      | 17                 | 43               | 5                    |
| Жінки    | 78      | 19                 | 49               | 10                   |
| Разом    | 143     | 36                 | 92               | 15                   |